# فابین لاوویر
فابین لاوویر (انگلیسی: Fabien Lavoyer؛ زادهٔ ۲۹ ژوئیهٔ ۱۹۸۵) بازیکن فوتبال اهل فرانسه است.